# Strange Little Girls
Strange Little Girls ist das sechste Studioalbum der US-amerikanischen Musikerin Tori Amos, das im September 2001 erschien. Es handelt sich dabei um ein Cover- beziehungsweise Konzeptalbum, in dem ausschließlich Lieder gecovert werden, die von Männern geschrieben und im Original auch von Männern gesungen wurden. Die Besonderheit besteht dabei in der weiblichen Perspektive, die Amos in die jeweiligen Liedern einbringt.

## Entstehung und Veröffentlichung
Etwa ein Jahr nach der Veröffentlichung von To Venus and Back (September 1999) wurden Amos und ihr Mann Mark Hawley im November 2000 Eltern von Natashya Lórien Hawley. Laut Amos’ ging Strange Little Girls, das etwa ein Jahr nach der Geburt veröffentlicht wurde, aus den langen Stillstunden hervor. Sie wolle hier das Dilemma der Gegensätze erforschen, insbesondere das Ungleichgewicht der Macht zwischen Männern und Frauen in den Vereinigten Staaten.
Für die musikalische Umsetzung setzte sie auf ihr „Männerlabor“: Schlagzeuger Matt Chamberlain, King-Crimson-Gitarrist Adrian Belew und die Bassisten John Evans und Justin Meldal-Johnsen. Das gesamte Album wurde live in Amos’ neben ihrem Haus in Cornwall gelegenen Aufnahmestudio Martian Engineering eingespielt; die Beiträge von John Philip Shenale zu zwei Songs wurden in Los Angeles aufgenommen. Es wurden im Wesentlichen die Originaltexte genutzt, lediglich manchmal ein paar Worte weggelassen. Trotzdem besteht das Ergebnis aus einem Dutzend Songs mit radikal überarbeiteten Elementen, von denen viele kaum noch in ihrer ursprünglichen Form zu erkennen sind. Für die Produktion aller Lieder zeichnete alleine die Interpretin selbst verantwortlich.
Die Erstveröffentlichung von Strange Little Girls erfolgte am 14. September 2001 bei Atlantic Records. Das Album erschien in seiner Originalausführung als CD mit zwölf Titeln (Katalognummer: 7567-83486-2).

## Artwork
Zum Konzept gehört auch das aufwändige Artwork des Albums: Jedes Lied wird durch ein Foto im Stil von Cindy Sherman illustriert, auf dem Amos durch Kleidung und Aufmachung den Inhalt der Lieder interpretiert. Darunter findet sich jeweils ein korrespondierender Satz von Neil Gaiman. Unterstützt wurde Amos dabei vom Fotografen Thomas Schenk und dem Make-up-Künstler Kevyn Aucoin. Für I Don’t Like Mondays wurde Amos zum Texas Ranger im Stil von 3 Engel für Charlie, mit langen Haaren, mattiertem Lippenstift und einem ironischen BABE-Anhänger; für Rattlesnakes trug sie eine Lederjacke von KISS.

## Inhalt
Amos wollte herausfinden, wie Männer Frauen sehen und wie sie über ihre Beziehungen zu Frauen denken. Dazu habe sie versucht, sich in die Charaktere dieser Frauen hineinzuversetzen und die Texte aus ihrer Perspektive zu betrachten – aber nicht, weil sie frustriert oder wütend gewesen sei, sondern angetrieben von der Faszination. Statt etwas über Männer herauszufinden, habe sie etwas über sich selbst herausgefunden.

## Titelliste
| #   | Titel                   | Titellänge | Originalinterpretation | Erschienen |
| --- | ----------------------- | ---------- | ---------------------- | ---------- |
| 1.  | New Age                 | 4:36       | Velvet Underground     | 1969       |
| 2.  | '97 Bonnie & Clyde      | 5:46       | Eminem                 | 1999       |
| 3.  | Strange Little Girl     | 3:50       | The Stranglers         | 1982       |
| 4.  | Enjoy the Silence       | 4:09       | Depeche Mode           | 1990       |
| 5.  | I’m Not in Love         | 5.39       | 10cc                   | 1975       |
| 6.  | Rattlesnakes            | 3:59       | Lloyd Cole             | 1984       |
| 7.  | Time                    | 5:22       | Tom Waits              | 1985       |
| 8.  | Heart of Gold           | 3:59       | Neil Young             | 1972       |
| 9.  | I Don’t Like Mondays    | 4:20       | The Boomtown Rats      | 1979       |
| 10. | Happiness Is a Warm Gun | 9:55       | The Beatles            | 1968       |
| 11. | Raining Blood           | 6:22       | Slayer                 | 1986       |
| 12. | Real Men                | 4:06       | Joe Jackson            | 1982       |

## Strange Little Tour
Von August bis Dezember 2001 war Amos unter dem Titel Strange Little Tour auf Tour in Europa und den Vereinigten Staaten, erstmalig seit 1994 als Solokünstlerin.

## Rezensionen
Stephen Thomas Erlewine schrieb bei AllMusic, dass es im Großen und Ganzen eine solide Platte sei.
Alexis Petridis meinte im The Guardian, dass die Songs abwechslungsreich und faszinierend seien und das Album dem Hörer einiges abverlange, aber seine Bemühungen mit verblüffender und einzigartiger Musik zurückzahlen würde.
Stefan Friedrich schrieb auf Laut.de, dass es sich um ein beachtenswertes Konzeptalbum handle, dass es in dieser Weise noch nicht gegeben habe, und das über weite Strecken mehr als geglückt sei.
Christopher Gray schrieb für The Austin Chronicle, dass das Album die ewige Spinnerin/Göttin-Debatte um Amos nicht lösen würde; es sei aber viel wichtiger, dass der Hörer gezwungen sei, seine Vorstellungen davon, „wer die wahren Männer sind“, ernsthaft zu überprüfen.
Laura Morgan meinte in Entertainment Weekly, das Album sei zum Teil ein verrücktes feministisches Kunstprojekt, zum Teil schlichtweg genial.
Armin Linder schrieb auf Plattentests.de, dass Amos Lichtjahre davon entfernt sei, als Alice Schwarzer des Piano-Pops zu enden.
Für Trouser Press war das Album ein konzeptioneller, künstlerischer und kommerzieller Misserfolg, Amos’ letztes Album für Atlantic würde nach vertraglicher Verpflichtung riechen.
Laut PopMatters versage Strange Little Girls als Konzeptalbum, und als eine Sammlung von Coversongs sei es ärgerlich und ekelerregend.

## Chartplatzierungen
| ChartsChartplatzierungen       | Höchstplatzierung | Wochen |
| ------------------------------ | ----------------- | ------ |
| Deutschland (GfK)              | 11 (8 Wo.)        | 8      |
| Österreich (Ö3)                | 18 (8 Wo.)        | 8      |
| Schweiz (IFPI)                 | 34 (6 Wo.)        | 6      |
| Vereinigte Staaten (Billboard) | 4 (9 Wo.)         | 9      |
| Vereinigtes Königreich (OCC)   | 16 (3 Wo.)        | 3      |